# Тюгоку (горы)
Тюгоку (яп. 中国山地 тю:гоку-санти) — горный хребет в регионе Тюгоку на западе острова Хонсю. Хребет расположен с востока на запад и простирается на 500 км, от префектуры Хиого до берега префектуры Ямагути. Горы идут до хребта Хира и озера Бива. Хребет простирается также и под Тихим океаном.
Самые высокие вершины хребта — горы Дайсен (1729 м) и Хёно (1510 м). Много гор в хребте выше одного километра, тогда как высота некоторых составляет всего 500 м и меньше.
Горы в основном состоят из гранита, однако камень часто подвергался эрозии.

## География
Хребет проходит с востока на запад через префектуры Хиого, Хиросима, Окаяма, Симане, Тоттори и Ямагути.
Кроме Дайсен, большинство гор находятся на границе префектур Тоттори и Окаяма, а также на границе Симане и Хиросимы. Горы образуют водораздел и естественный барьер в западной Японии между регионом Санъин на севере и регионом Санъё на юге.
Стратовулкан Осамбесан на севере от хребта сформировался отдельно, однако Государственная палата по геопространственной информации Японии причисляет вулкан к горам Тюгоку.

## Экология
На горах растут каштанник, камфорное дерево и дуб. Выше 1000 метров растут бук городчатый и клён.
В горах живут лисицы, еноты, кабаны, японские макаки и гималайские медведи. Орехи, основная пища гималайских медведей, встречается в горах всё реже, а также медведей нужно защищать от охоты и браконьерства.
В горных реках водится японская исполинская саламандра — амфибия с общей длиной до 150 см.

## История
В ущелье Тайсяку были найдены артефакты периода палеолита. Несколько руин в горах датируются эпохой дзёмон. Железный век на хребте начался, скорее всего, в период Кофун.
В период Хэйан в горах был популярен буддизм. Было построено несколько храмов, в частности храм Самбуцудзи.

## Реки
Из хребта вытекают несколько рек на западе Японии. Все они текут либо на север в Японское море, либо на юг во Внутреннее море. Исключением является река Гонокава (206 км), которая течёт вдоль горной цепи в префектурах Хиросима и Симане.
В Японское море стекают реки Сэндай, Тендзин, Хино и другие. Реки Ёсии, Асахи и Ота образуют аллювиальные равнины.

## Вершины
- Дайсен (яп. 大山, 1729 м)
- Хёно[англ.] (яп. 氷ノ山, 1510 м)
- Мимуро[англ.] (яп. 三室山, 1358 м)
- Осоракан (яп. 恐羅漢山, 1346 м)
- Усиро[англ.] (яп. 後山, 1345 м)
- Каммури[англ.] (яп. 冠山, 1339 м)
- Дзякути[англ.] (яп. 寂地山, 1337 м)
- Оги[яп.] (яп. 扇ノ山, 1310 м)
- Дого[англ.] (яп. 道後山, 1268 м)
- Хиба[англ.] (яп. 比婆山, 1264 м)
- Наги[англ.] (яп. 那岐山, 1255 м)
- Хиру[англ.] (яп. 蒜山, 1199 м)
- Сенцу (яп. 船通山, 1142 м)
- Мёкэн[англ.] (яп. 妙見山, 1136 м)
- Осамбесан (яп. 三瓶山, 1126 м)
- Оса[вд] (яп. 大佐山, 1069 м)
- Сен[англ.] (Сенгамине, яп. 千ヶ峰, 1005 м)
- Хобуцу[англ.] (яп. 宝仏山, 1005 м)
- Сеппико[англ.] (яп. 雪彦山, 915 м)